# Беккиньи (Эна)
Беккиньи́ (фр. Becquigny) — коммуна во Франции, находится в регионе Пикардия. Департамент коммуны — Эна. Входит в состав кантона Боэн-ан-Вермандуа. Округ коммуны — Сен-Кантен.
Код INSEE коммуны — 02061.

## Население
Население коммуны на 2010 год составляло 284 человека.
| 1962 | 1968 | 1975 | 1982 | 1990 | 1999 | 2010 |
| ---- | ---- | ---- | ---- | ---- | ---- | ---- |
| 317  | 301  | 253  | 265  | 253  | 274  | 284  |

## Экономика
В 2010 году среди 180 человек трудоспособного возраста (15—64 лет) 121 были экономически активными, 59 — неактивными (показатель активности — 67,2 %, в 1999 году было 62,5 %). Из 121 активных жителей работали 101 человек (62 мужчины и 39 женщин), безработных было 20 (7 мужчин и 13 женщин). Среди 59 неактивных 22 человека были учениками или студентами, 13 — пенсионерами, 24 были неактивными по другим причинам.